# Órbita de la Luna

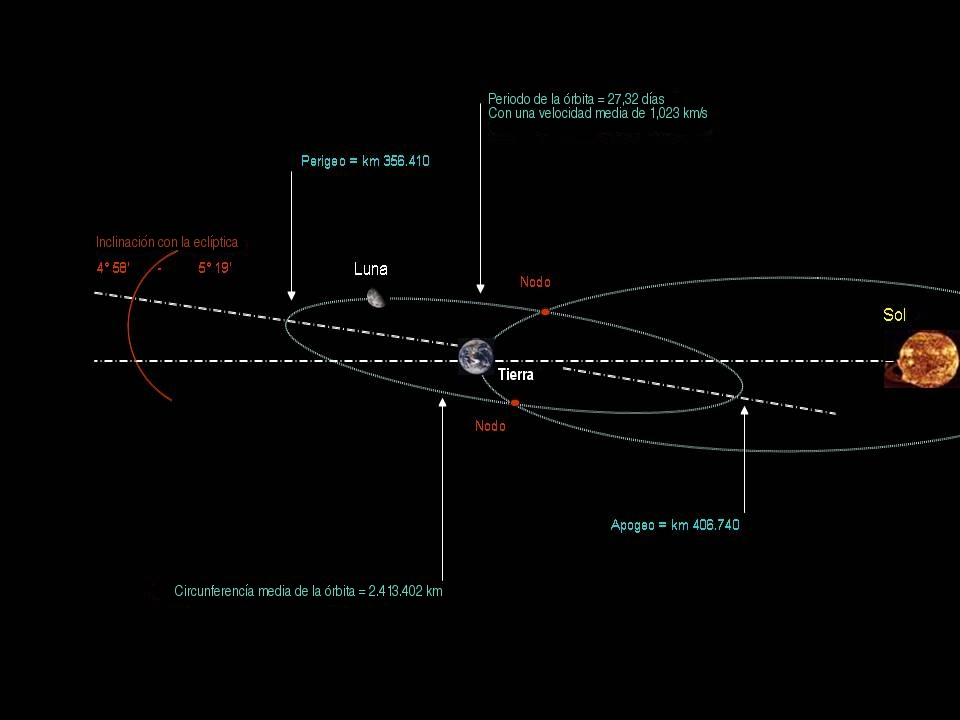
Órbita de la Luna.

La órbita de la Luna es la trayectoria que sigue ésta en su movimiento alrededor de la Tierra. Esta trayectoria se describe como una elipse de baja excentricidad que discurre a una distancia media de 384 402km de la Tierra y que se recorre de oeste a este, es decir, en sentido antihorario si se mira desde el norte.
No se puede considerar una órbita fija pues diversas perturbaciones influyen en ella, haciendo que evolucione a lo largo del tiempo.
En todo caso, la órbita Luna-Tierra está inclinada respecto al plano de la órbita Tierra-Sol, por lo que solo en dos puntos de su trayectoria, llamados «nodos», la Luna puede producir eclipses de Sol o sufrir eclipses propios.

## Descripción básica
La órbita de la Luna es, en una primera aproximación, una elipse de baja excentricidad (0,054), con una distancia a la Tierra que ronda los 356 000 km en el perigeo y los 406 000 km en el apogeo. La distancia media es de unos 384 402 km, o lo que es lo mismo, 1,1 segundos-luz. La velocidad media a la que recorre su órbita es de 1,02 km/s, siendo la velocidad máxima en el perigeo de 1,08 km/s y la mínima en el apogeo de 0,96 km/s.
El periodo de revolución es de 27,30 días y el sentido del movimiento de oeste a este es decir, en sentido progrado, antihorario visto desde el norte del sistema solar. El plano de la órbita está ligeramente inclinado respecto al plano de la órbita de la Tierra alrededor del Sol ( 5,1454º en promedio), por lo que corta a ésta solo en dos puntos, llamados «nodos lunares». El nodo en el que la Luna pasa del norte de la eclíptica al oeste se denomina nodo ascendente y el contrario se llama: «nodo descendente».

## Desviaciones
Sin embargo, la órbita real es más compleja, no una elipse fija, sino que va cambiando debido a la influencia del Sol, que ejerce una fuerza gravitatoria sobre la Luna que es más del doble de la que ejerce la Tierra, pero también por la influencia de los otros planetas e incluso de la no esfericidad de la Tierra. Todo ello hace que el cálculo de la órbita de la Luna sea uno de los problemas más complejos de la mecánica celeste.
Uno de los cambios es el alejamiento de la órbita, que se mide con precisión mediante pulsos láser enviados a la superficie de la Luna y devueltos por los retrorreflectores situados allí  por las misiones lunares estadounidenses y soviéticas. Este alejamiento es de 38 mm al año y se explica por la transferencia de energía causada por las mareas que la Luna induce en la Tierra. Esta transferencia de energía depende de la distribución de los continentes en la Tierra, por lo que no ha sido constante a lo largo de la historia del sistema Tierra-Luna. 
Otros efectos a considerar como la precesión lunar incluyen el avance del perigeo, la retrogradación de la línea de nodos, la evección y la variación de la inclinación de la órbita. El avance del perigeo se refiere a que la posición del perigeo avanza, es decir, se mueve en dirección este, dando una vuelta completa cada 8,5 años. Por otro lado, tenemos la retrogradación de la línea de nodos, denominada en ocasiones regresión de los nodos, que significa que la línea que une los nodos gira en sentido contrario al de la órbita, con un período de 15,61 años. Es como si el plano de la órbita se bamboleara continuamente, como hace una moneda al caer, que gira antes de quedarse quieta. 
La evección de la órbita hace referencia a que su excentricidad no es fija, sino que oscila entre 0,044 y 0,067 en un período de casi 32 días. 
La inclinación de la órbita respecto a la eclíptica también varía, entre  7°6 8' (8,96666666667°) y 7°20 ' (9,31666666667°).

## Periodos, fases y eclipses
El periodo de revolución de la Luna alrededor de la Tierra, llamado mes sidéreo es de 27,32166 días, sin embargo el período entre una fase nueva y la siguiente, conocido como período sinódico, lunación, o mes sinódico es de 29,53 días. Esto se debe a que durante cada revolución de la Luna la Tierra avanza unos 27° en su propia órbita alrededor del Sol, por lo que las posiciones relativas de los tres cuerpos no vuelven a ser las mismas hasta entonces. 
Como vemos, las fases lunares dependen de la posición del Sol y la Luna respecto a la Tierra, y es común hablar de la «edad de la Luna» como el número de días pasados desde la última fase nueva. 
Solo en esta fase y en la fase llena es posible que se produzcan eclipses, tanto de Sol como de Luna, y solo si esos momentos coinciden además con el paso de la Luna por uno de sus nodos. 
Por ello los eclipses ocurren en intervalos irregulares, y solo repiten su ciclo aproximadamente cada 18 años. El número combinado de eclipses totales o parciales de Sol y Luna no puede exceder de 7 o ser menor a 2 en un año dado.